# 青山パークタワー
青山パークタワー（あおやまパークタワー、英: Aoyama Park Tower）は、東京都渋谷区にある高層マンション。2003年度グッドデザイン賞受賞（建築・環境デザイン部門）。

## 概要
地上34階・地下2階建ての集合住宅であり、渋谷区渋谷1丁目の、青山通りから明治通りへと下る西斜面に建っている。総戸数は314戸、駐車場台数は285台。敷地面積6,273平方メートルの建設地は、梨本宮邸跡に建てられた旭硝子旧社宅の再開発であり、工事は三井建設や東急建設などからなる共同企業体（JV）によって行われた。総事業費は400億円超。
容積率400%のこの地域では、高さ100メートルを超えるタワーマンションの建設は不可能であった。このため、三井不動産は敷地のうち3分の2を緑地として、公開緑地を増やし周辺の人通りも吸収できるようにすることで、容積率を超える建物が建築できる総合設計制度を活用、タワー建設を可能とした。
デザインは光井純&アソシエーツ建築設計事務所が手掛けた。タワー外観はグラデーションのあるパステル調のものとなっており、王冠、もしくはティアラを模したような頂部を特徴としている。これは遠くからでも持ち主が自分の部屋を把握できるようにとの意図を込めた。
建設に際しては三井不動産と三井建設が共同開発した「MAXS工法」を採用。柱には単純な鉄筋コンクリートではなく、鋼管にコンクリートを流したCFT柱を利用した。割高になるが、頑丈なため住戸の中に出っ張る柱や梁が少なくなる。これで住戸内の間取りの自由度を高めた。
分譲された住戸は2LDKや3LDKが中心で、平均占有面積は90.42平方メートルである。販売価格は最も安い専有面積45平方メートルの1LDKタイプで4520万円、最高額は最上階の7億1000万円だった。住戸は平均で10倍を超す倍率で即日完売している。
マンションには3つの庭園があるほか、最上階屋上にはウッドデッキを配した展望台の「スカイデッキ」、「スカイラウンジ」のほか、ゲスト用の居室「スカイスイート」の共用空間も設けられた。
渋谷区内最高層のマンションである。2020年にはパークコート渋谷 ザ タワー（143m）が竣工し2位となる予定。同区内で高さ100メートルを超えるタワーマンションとしてはほかに、「代官山アドレス ザ・タワー」（代官山町、2000年竣工）がある。
なお、名称に「青山」とついているが所在地は港区青山ではない。これについて三井不動産は、「戦前の旧地名でこの辺りは赤坂区青山北町7丁目。歴史的にも青山と呼ばれるべき地域」と日経産業新聞の取材で強調している。